# 東武モハ5320形電車
東武モハ5320形電車（とうぶモハ5320がたでんしゃ）は、かつて東武鉄道に在籍した電車。1951年（昭和26年）に電動車化を前提とした制御車クハ550形（初代）として竣功し、1952年（昭和27年）に計画通り電動車化されモハ5320形と改称・改番された。
本項ではモハ5320形のほか、本形式と出自は同一ながらカルダン駆動方式を採用し別形式に区分されたモハ5800形、および本形式と編成した制御車クハ340形についても併せて記述する。

## 概要
1951年（昭和26年）8月に発生した浅草工場火災で電車6両が焼失したため、同年12月にその代替車として同数の6両（クハ550 - 555）が日本車輌製造東京支店・汽車製造・宇都宮車輌（後の富士重工業）で新製された。基本的な仕様はクハ500形を踏襲しているが、木造車より台枠を流用して新製されたクハ500形に対し、本形式は台枠から新製され自由な設計が可能であったためか、全長が1,600mm延長されて18m級車体となり、扉間の窓が2つ多くなっている。
窓配置はd2D12D3（d：乗務員扉, D：客用扉）で、車内は扉間に片側6脚のボックスシートを配し、車端部をロングシートとしたセミクロスシート仕様である。また、クハ500形同様トイレは連結面車端部に設置されている。
車体塗装は下半分ライトブルー、上半分クリームのツートンカラーとされた。この塗装は後に日光線で運行される特別料金不要の優等列車用車両における標準塗装として、モハ3210形・クハ250形などに受け継がれた。
台車は新扶桑金属工業製の鋳鋼組立型釣り合い梁式KS-33Lを装着する。

## 電動車化改造
前述の通り、本形式は電動車化を前提に製造されていたが、クハ552 - 555の4両はクハとして使用されることなく1952年（昭和27年）1月に電動車化が施工された。電装品についてはモハ5300形より流用し、当時の車両形式番号付与基準に従いモハ5320形5320 - 5323と改称・改番された。台車は新扶桑金属工業KS-33Lを引き続き使用している。
残るクハ550・551についても同年11月に電動車化が施工され、モハ5324（初代）・5325と改番されたが、この2両は当時の最新型5700系の仕様に準じた発電制動付電動カム軸式多段制御器である日立製作所MMC-H-10Eを搭載した。翌1953年（昭和28年）9月には、台車を汽車製造でKS-105ウィングバネ式台車を新造してこれに交換、併せて駆動装置を5720系で実用化されたばかりの直角カルダン駆動へ変更して大きく仕様が変わったのを機に、モハ5800形5800・5801と改称・改番されている。
なお、このKS-105台車は、日本鉄道技術協会が借り上げ、国鉄モハ40030に装着の上、東海道線、小田急線で試験運転を行った記録が残されている（画像は『RM LIBRARY 224  1950年代の戦前型国電（中）』pp14にあり） 。
また、これら電動車化された本形式の制御車（クハ）として編成するため、クハ500形518 - 523が主幹制御器を交換し、クハ340形340 - 345と改称・改番の上で53系に編入されている。
電動車化後の編成
- モハ5320-クハ340
- モハ5321-クハ341
- モハ5322-クハ342
- モハ5323-クハ343
- モハ5800-クハ344
- モハ5801-クハ345

## 竣功後の変遷
本形式は主に快速列車用として、格下げ後のモハ5310形や5700系とともに運用されていたが、後継となる新型車登場に伴い順次ローカル運用へ転用された。その間施工された各種改造を以下に記す。

### モハ5800形の主要機器換装
同種の駆動装置を搭載していた5720系と同様に、モハ5800形の直角カルダン駆動装置もまた不調続きであった。ギヤボックスや自在継ぎ手周りに各種対策を施したものの油漏れや主電動機故障といったトラブルは収まらず、1954年（昭和29年）には一旦元の台車・主電動機を取り付け、車番もモハ5324・5325に戻された。外された主電動機・駆動装置は徹底的に修繕が施され、1957年（昭和32年）に再び装備されて車番をモハ5800・5801と再び改めた。
こうして再三手を加えて使用された駆動装置であったが、トラブルは一向に収まらずじまいであり、ついに1962年（昭和37年）、その使用を諦めて5700系の制御車クハ700形と台車を交換し、住友金属工業製FS106ゲルリッツ式台車に東洋電機製造製TDK-528/9-HM主電動機の組み合わせで正式に吊り掛け駆動車となった。それより以前にはあまり使われる機会のなかった発電制動の撤去も行われており、以降実質的にモハ5320形と同一性能となっている。
台車交換の組み合わせ
- モハ5800 ←→ クハ701
- モハ5801 ←→ クハ700

### クハ500形の追加編入
クハ500形のうち、1962年（昭和37年）から1966年（昭和41年）にかけて電動車化された車両およびそれらと編成するため主幹制御器を換装された車両が、モハ5310形 (5317 - 5319)・5320形 (5324・2代)・クハ340形 (346 - 349)・350形 (355・356)の各形式にそれぞれ追加編入された。
電動車化された車両の主要機器についてはモハ5320 - 5323と同一とされ、制御器はCS5、主電動機は東洋電機製造製TDK-528/9-HMを搭載する。なお、このようにモハ・クハともに二形式に分かれたのは、いずれも車番が同一番台内に収まり切らなかったための措置であり、仕様その他については何ら変わりはない。
これらの車両はデハ10系を出自とするモハ5310形5315・5316と編成されたクハ346・347を除き、全車ロングシート仕様でロイヤルベージュとインターナショナルオレンジの一般色に塗装された。
電動車化・形式編入後の編成
- モハ5315-クハ346
- モハ5316-クハ347
- モハ5317-クハ348
- モハ5318-クハ349
- モハ5319-クハ355
- モハ5324-クハ356

### その他改造
サービス向上目的で、1958年（昭和33年）に天井の鋼板化および室内灯の蛍光灯化が、1961年（昭和36年）には客室内天井扇風機新設がそれぞれ施工されている。また、車体塗装については優等色が下半分マルーン、上半分クリームに統一されたことから、本形式も順次塗装変更が行われた。
また、後年のローカル運用への転用に伴い車体塗装の一般色への塗り替えが行われたほか、セミクロスシート仕様のまま存置されていた車両については1972年（昭和47年）3月から同年11月にかけて車内のオールロングシート化が施工された。
その他、前照灯のシールドビーム2灯化、保安装置（東武形ATS）取り付けとそれに伴う一部車両の運転台撤去、長大編成化に対応して従来のAR中継弁付き自動空気ブレーキに電磁給排弁を追加して応答速度の向上を図ったARE電磁自動ブレーキへ改造する工事などが順次施工されている。
4両固定編成
- モハ5317-クハ348-モハ5318-クハ349
- モハ5319-クハ355-モハ5324-クハ356
- モハ5320-クハ340-モハ5321-クハ341
- モハ5800-クハ344-モハ5801-クハ345

## 晩年
ローカル運用転用後は日光線および宇都宮線といった栃木地区の各路線で運用されていたが、ロングシート化されていたとはいえ2扉車ではラッシュ時の乗降に支障を来たすようになり、車体の老朽化が目立つようになったこともあって、1974年（昭和49年）より5000系（初代、後の3070系）への更新が開始された。更新は急ピッチで進められ、53系として最後まで残存したモハ5800-クハ344-モハ5801-クハ345の編成が1975年（昭和50年）に更新入場し、本形式は形式消滅した。

## 車歴
| 形式                             | 車番            | 竣功年月   | 落成時車番      | 落成年月   | 製造メーカー | 更新     | 更新年月   | 備考                                 |
| モハ5310形 モハ5320形 モハ5800形 | モハ5317        | 1964年7月  | クハ510         | 1950年5月  | 日車東京     | モハ5301 | 1974年10月 |                                      |
| モハ5310形 モハ5320形 モハ5800形 | モハ5318        | 1965年3月  | クハ511         | 1950年5月  | 日車東京     | モハ5302 | 1974年11月 |                                      |
| モハ5310形 モハ5320形 モハ5800形 | モハ5319        | 1965年9月  | クハ512         | 1950年5月  | 日車東京     | モハ5103 | 1974年8月  |                                      |
| モハ5310形 モハ5320形 モハ5800形 | モハ5320        | 1952年1月  | クハ554（初代） | 1951年12月 | 宇都宮       | モハ5501 | 1974年1月  |                                      |
| モハ5310形 モハ5320形 モハ5800形 | モハ5321        | 1952年1月  | クハ555（初代） | 1951年12月 | 宇都宮       | モハ5502 | 1974年2月  |                                      |
| モハ5310形 モハ5320形 モハ5800形 | モハ5322        | 1952年1月  | クハ552（初代） | 1951年12月 | 汽車製造     | モハ5503 | 1974年3月  |                                      |
| モハ5310形 モハ5320形 モハ5800形 | モハ5323        | 1952年1月  | クハ553（初代） | 1951年12月 | 汽車製造     | モハ5102 | 1974年7月  |                                      |
| モハ5310形 モハ5320形 モハ5800形 | モハ5324（2代） | 1966年3月  | クハ514         | 1950年5月  | 日車東京     | モハ5303 | 1974年9月  |                                      |
| モハ5310形 モハ5320形 モハ5800形 | モハ5800        | 1952年11月 | クハ550（初代） | 1951年12月 | 日車東京     | モハ5106 | 1975年2月  | 電動車化当初の車番はモハ5324（初代） |
| モハ5310形 モハ5320形 モハ5800形 | モハ5801        | 1952年12月 | クハ551（初代） | 1951年12月 | 日車東京     | モハ5306 | 1975年3月  | 電動車化当初の車番はモハ5325         |
| クハ340形 クハ350形              | クハ340         | 1952年1月  | クハ522         | 1951年3月  | 汽車製造     | クハ5602 | 1974年2月  |                                      |
| クハ340形 クハ350形              | クハ341         | 1952年1月  | クハ523         | 1951年3月  | 汽車製造     | クハ5601 | 1974年1月  |                                      |
| クハ340形 クハ350形              | クハ342         | 1952年1月  | クハ520         | 1950年7月  | 日車東京     | クハ5603 | 1974年3月  |                                      |
| クハ340形 クハ350形              | クハ343         | 1952年1月  | クハ521         | 1950年7月  | 日車東京     | クハ5402 | 1974年7月  |                                      |
| クハ340形 クハ350形              | クハ344         | 1952年11月 | クハ518         | 1950年7月  | 日車東京     | サハ5206 | 1975年3月  |                                      |
| クハ340形 クハ350形              | クハ345         | 1952年12月 | クハ519         | 1950年7月  | 日車東京     | クハ5406 | 1975年2月  |                                      |
| クハ340形 クハ350形              | クハ346         | 1961年8月  | クハ506         | 1950年7月  | 汽車製造     | クハ5401 | 1974年6月  |                                      |
| クハ340形 クハ350形              | クハ347         | 1962年3月  | クハ507         | 1950年7月  | 宇都宮       | クハ5604 | 1974年4月  |                                      |
| クハ340形 クハ350形              | クハ348         | 1964年7月  | クハ505         | 1950年7月  | 汽車製造     | サハ5202 | 1974年11月 |                                      |
| クハ340形 クハ350形              | クハ349         | 1965年3月  | クハ513         | 1950年5月  | 日車東京     | サハ5201 | 1974年10月 |                                      |
| クハ340形 クハ350形              | クハ355         | 1965年9月  | クハ508         | 1950年7月  | 宇都宮       | サハ5203 | 1974年9月  |                                      |
| クハ340形 クハ350形              | クハ356         | 1966年3月  | クハ509         | 1950年7月  | 宇都宮       | クハ5403 | 1974年8月  |                                      |

更新後5000番台（5000系・初代）を称した車両は、1979年（昭和53年）4月1日付で3070番台（3070系）へ一斉改番。